# Daniel Braid
Pour les articles homonymes, voir Braid (homonymie).

a Compétitions nationales et continentales officielles uniquement.

b Matchs officiels uniquement.
Dernière mise à jour le 6 octobre 2018.
Daniel John Braid dit "Dan" Braid, né le 13 février 1981 à Tauranga (Nouvelle-Zélande), est un joueur de rugby à XV international néo-zélandais et qui évolue au poste de troisième ligne aile (1,85 m pour 93 kg).
Son père, Gary Braid, a joué aussi avec les All-Blacks, en 1983-1984. Son frère cadet, Luke Braid, est également un joueur professionnel de rugby à XV.

## Carrière

### Club et Province
Il a joué cinq matchs de Super 12 en 2004 et onze en 2005.
Il joue avec la province de Auckland entre 2001 et 2012.

### En équipe nationale
Il a disputé son premier test match le 23 novembre 2002 contre l'équipe du Pays de Galles et le dernier encore contre le pays de Galles, le 27 novembre 2010.
Braid a disputé deux matchs de la coupe du monde de rugby 2003, une fois comme titulaire. Il dispute également le Tri-nations 2008 qu'il remporte avec les All Black.
Il a disputé un match avec les Māori de Nouvelle-Zélande en 2005.

## Palmarès

### En club et province
- Vainqueur du Super 12 en 2003
- 98 matchs avec la province de Auckland
- 80 matchs de Super Rugby

### En équipe nationale
- Nombre de matchs avec les Blacks : 6
- 1 essai (5 points)
- Matchs avec les Blacks par année : 1 en 2002, 2 en 2003, 1 en 2008 et 2 en 2010.
- Vainqueur du Tri-nations 2008

## Statistiques

### En équipe nationale
Au 24 septembre 2024, Daniel Braid compte six capes avec les All Blacks. Il participe à une édition de Coupe du monde en 2003 et une édition de Tri-nations en 2008.
| Année | Compétition    | Matchs | Points | Essais |
| ----- | -------------- | ------ | ------ | ------ |
| 2002  | Test matchs    | 1      | -      | -      |
| 2003  | Coupe du monde | 2      | 5      | 1      |
| 2008  | Tri-nations    | 1      | -      | -      |
| 2010  | Test matchs    | 2      | -      | -      |
| Total | Total          | 6      | 5      | 1      |